# Noc nad Pacyfikiem
Noc nad Pacyfikiem – amerykański film katastroficzny oparty na powieści o tym samym tytule. W rolach głównych wystąpili m.in. John Wayne i Jan Sterling. Ta druga otrzymała za ten film nagrodę  Złoty Glob za najlepszą rolę drugoplanową. Poza tym Dimitri Tiomkin otrzymał Oscara za muzykę stworzoną do tego filmu.

## Obsada
- John Wayne jako Dan Roman (pierwszy oficer)
- Claire Trevor jako May Holst
- Laraine Day jako Lydia Rice
- Robert Stack jako John Sullivan (kapitan)
- Jan Sterling jako Sally McKee
- Phil Harris jako Ed Joseph
- Ann Doran  jako pani Joseph
- Robert Newton jako Gustave Pardee
- David Brian jako Ken Childs
- Paul Kelly jako Donald Flaherty
- Sidney Blackmer jako Humphrey Agnew
- Julie Bishop  jako Lillian Pardee
- Pedro Gonzalez Gonzalez jako Gonzales (radiooficer na SS Cristobal Trader)
- John Howard jako Howard Rice
- Wally Brown jako Lenny Wilby (nawigator)
- William Campbell jako Hobie Wheeler (drugi oficer)
- John Qualen jako José Locota
- Paul Fix jako Frank Briscoe
- George Chandler jako Ben Sneed
- Joy Kim jako Dorothy Chen
- Michael Wellman jako Toby Field
- Douglas Fowley jako Alsop
- Regis Toomey jako Tim Garfield
- Carl "Alfalfa" Switzer jako porucznik marynarki Keim
- Robert Keys jako porucznik Mowbray
- William Hopper jako Roy (narzeczony Sally McKee)
- William Schallert jako dyspozytor (San Francisco)
- Julie Mitchum jako Susie Wilby
- Walter Reed jako pan Field (niewymieniony w czołówce)
- Doe Avedon jako panna Spalding (stewardessa)
- Karen Sharpe jako Nell Buck
- John Smith jako Milo Buck